# Leptotyphlops septemstriatus
Leptotyphlops septemstriatus är en kräldjursart som beskrevs av  Schneider 1801. Leptotyphlops septemstriatus ingår i släktet Leptotyphlops och familjen Leptotyphlopidae. Inga underarter finns listade i Catalogue of Life.